# Orhan I.
Orhan (1281 – březen 1362) byl druhý osmanský bej (česky překládáno slovem emír) v letech 1326–1362 po svém otci, zakladateli osmanské dynastie Osmanovi I. Během své velmi dlouhé vlády významně upevnil a rozšířil moc osmanského státu hlavně na úkor Byzantské říše.

## Život

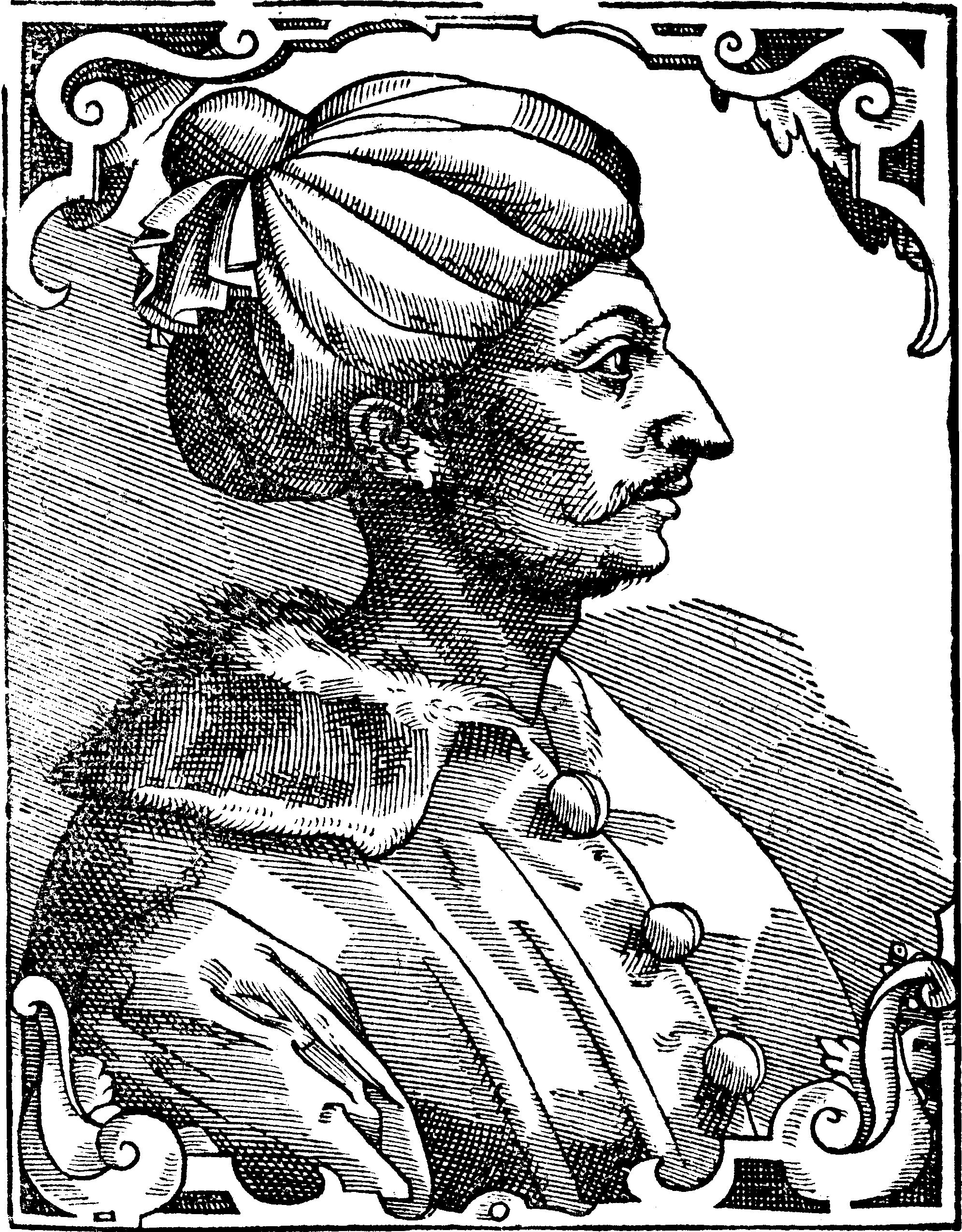
Orhan I. Gazi

Roku 1326 dobyl byzantské město Bursu, která se poté stala rezidencí osmanských vládců. Následně zaměřil svou energii na ovládnutí zbytku severozápadní Anatolie. Velká část této oblasti byla stále pod kontrolou Byzantské říše a jemu se podařilo zvítězit v bitvě u Pelekanonu nad byzantským císařem Andronikosem III Palaiologosem. Také obsadil území Karasids Balıkesir a Ahis Ankara.

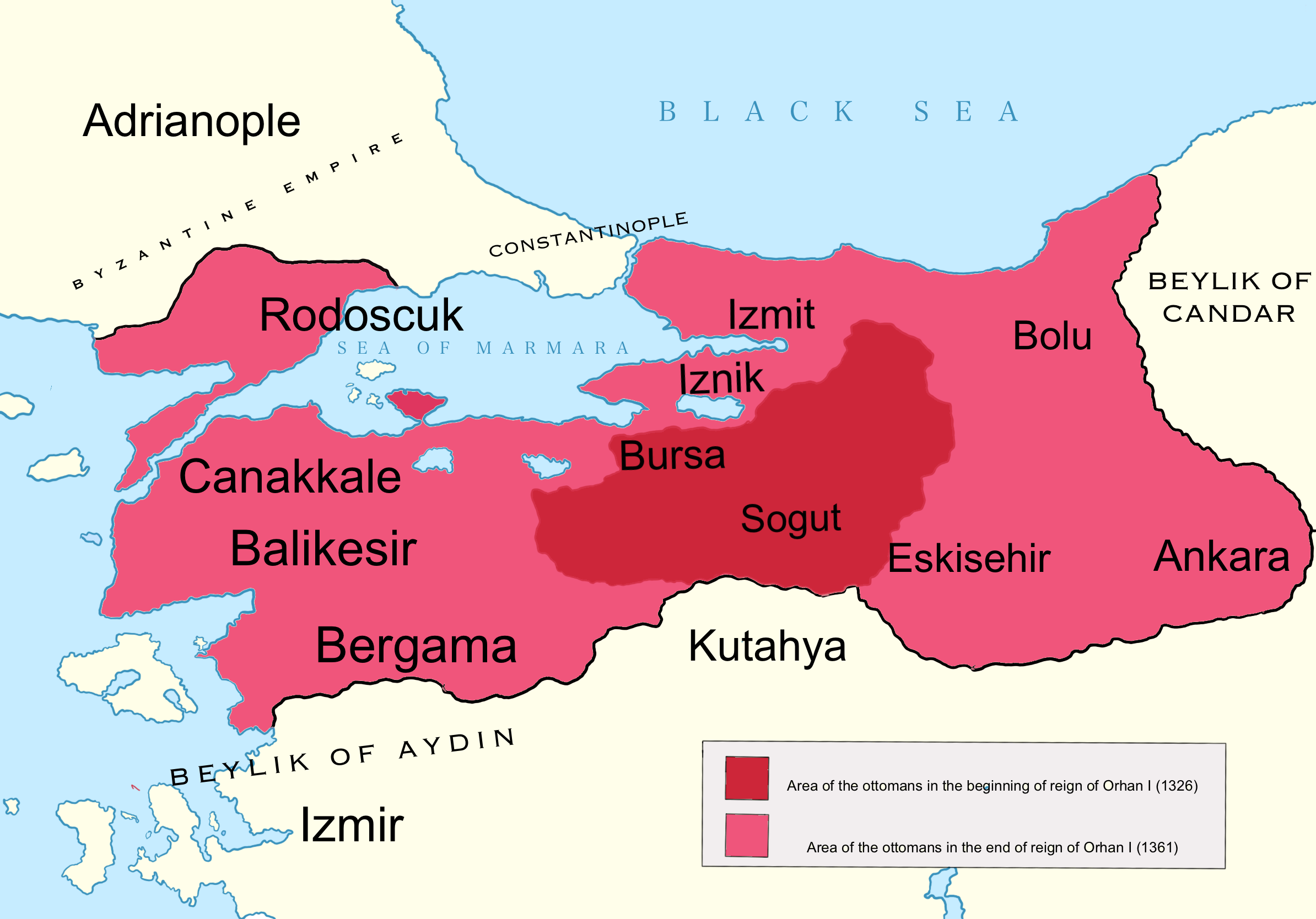
Rozloha bejliku za vlády 2. vládce Orhana (1326–1362)

Ze série byzantských občanských válek po dosazení devítiletého císaře Jana V. Palaiologa vytěžil Orhan maximum. V občanské válce 1341–1347 regent Jan VI. Kantakuzenos provdal svoji dceru právě Orhanovi, čímž se osmanská vojska zapojila do bojů proti císařově vdově Anně Savojské. Následkem tohoto spojenectví získal Orhan pod svoji kontrolu Thrákii. V další byzantské občanské válce 1352–1357 využil Jan Kantakuzenos osmanská vojska proti samotnému císaři Janu V. a díky tomu Osmané obsadili v roce 1352 pevnost Cimpe na evropském poloostrově Gallipoli.
V době jeho smrti ovládali Osmané hlavní přístupové trasy a expanze do Evropy mohla dále pokračovat.
Je po něm pojmenována mešita v İzniku, který dobyl na byzantské říši.

## Konkubíny a manželky
- Nilüfer Hatun – první manželka panovníka, matka jeho následníka Murada I., společně měli ještě syna Kasima
- Asporça Hatun – druhá manželka panovníka, matka prince Ibrahima a princezen Fatmy a Selcuk Hatunof
- Theodora Hatun – byzantská princezna, panovníkova pátá manželka, matka prince Halila
- Eftandise Hatun – Matka Suleymana Pashy a prince Eyüpa